# Shin Godzilla
Shin Godzilla (シン・ゴジラ Shin Gōjira?), también conocida como Godzilla Resurgence y Godzilla Resurge en Hispanoamérica, es una película japonesa de ciencia ficción y kaijū centrada en Godzilla. Fue producida por Tōhō y Cine Bazar, siendo distribuida por Tōhō. Es la trigésima primera entrega de la franquicia de Godzilla, la película número veintinueve producida por Tōhō y la tercera adaptación de la franquicia de Tōhō. La película fue dirigida por Hideaki Anno y Shinji Higuchi, con guion de Anno y efectos especiales dirigidos por Higuchi. El elenco principal está compuesto por Hiroki Hasegawa, Yutaka Takenouchi y Satomi Ishihara.
Los planes para realizar una nueva película de Godzilla fueron anunciados por Tōhō en diciembre de 2014. Anno y Higuchi fueron presentados como directores del filme en marzo de 2015. La escenografía principal comenzó en septiembre y finalizó en octubre, mientras que los efectos especiales comenzaron en noviembre de ese mismo año. La inspiración para la película vino del accidente nuclear de Fukushima y el terremoto y tsunami de 2011.
Shin Godzilla fue estrenada el 25 de julio de 2016 en el Hotel Gracery en Shinjuku, Tokio, y fue lanzada en todo el país el 29 de julio de 2016, en formatos IMAX, 4DX y MX4D. Recibió una buena acogida, recibiendo la aclamación de críticos japoneses y una respuesta mixta de críticos occidentales. Fue la película japonesa de acción en vivo más taquillera de 2016 y la película de Godzilla producida en Japón más taquillera de la historia. En la 40° edición de los Premios de la Academia Japonesa, fue nominada a once categorías y ganó siete, incluyendo escenografía del año y director del año.

## Argumento
La guardia costera japonesa está investigando un yate abandonado en la bahía de Tokio cuando algo ataca al barco. Tiempo después el Aqua-Line Bahía de Tokio se derrumba misteriosamente. Tras la viralización de un video que muestra a una extraña criatura acuática cerca del Aqua-Line, el director adjunto del gabinete de Japón, Randō Yaguchi, considera que el incidente fue provocado por un ser vivo; esta teoría es inicialmente rechazada, pero cuando una enorme cola sale del océano su teoría es aceptada. Más tarde la enorme criatura, que se revela es Godzilla, emerge del océano, desplazándose sobre sus dos patas traseras y, mientras se intenta evacuar la ciudad, Godzilla destruye todo a su paso. Yaguchi es puesto al frente de una comisión encargada de investigar al kaijū. Por las altas lecturas radioactivas se teoriza que Godzilla despertó a raíz de una fisión nuclear. Estados Unidos envía a uno de sus agentes, Kayoko Anne Patterson, quien revela que el zoólogo Gōrō Maki había estado investigado la mutaciones causadas por la contaminación radioactiva y la teoría de una enorme criatura marina, pero los Estados Unidos lo encubrió. El yate abandonado en la bahía de Tokio era de Maki y antes de suicidarse le había entregado su investigación a Patterson para que la ocultase.
Godzilla reaparece con el doble de tamaño cerca de la ciudad de Kamakura, rumbo a Tokio. Las fuerzas de autodefensa de Japón atacan a Godzilla sin lograr herirlo, sufriendo grandes bajas. EE. UU. se ofrece a ayudar a cambio de acceso directo para estudiar a Godzilla y el gobierno japonés debe aceptar a regañadientes. Usando bombarderos con los destructores de búnkeres, atacan a Godzilla, quien responde con su aliento atómico y con rayos salidos de sus placas dorsales. La batalla destruye gran parte de Tokio, junto con dos de los bombarderos y helicópteros. Después de agotar su energía, Godzilla duerme. El equipo de Yaguchi descubre, tras analizar una muestra de sangre del monstruo, que el uso de un agente coagulante podría "congelar" a Godzilla, que se reproduce asexualmente, y que mientras haya aire o agua disponibles puede sobrevivir. A pesar del descubrimiento de Yaguchi, la ONU decide usar armas termonucleares para matar a Godzilla. No queriendo volver a ver bombas nucleares en Japón, Patterson usa sus contactos para reunir todo lo necesario para seguir el plan de Yaguchi.
Tras debilitar a Godzilla y hacerlo caer, el equipo de Yaguchi logra insertarle el coagulante a Godzilla por la boca; este se congela exitosamente. La caída de las bombas nucleares queda suspendida pero no cancelada, en caso de que Godzilla resurja de nuevo. El final de la cinta nos muestra un acercamiento a la cola de Godzilla, de la cual habían comenzado a salir unos extraños seres humanoides.

## Reparto
- Hiroki Hasegawa como Randō Yaguchi, un funcionario del gobierno.[14] Después de que Tōhō le ofreciera el papel, Hasegawa aceptó de inmediato, diciendo: «¿Quién no quiere estar involucrado en una producción como Godzilla?».[15]
- Yutaka Takenouchi como Hideki Akasaka, asistente del primer ministro.[14] Takenouchi afirmó que la película contendría un «mensaje más profundo».[15]
- Satomi Ishihara como Kayoko Anne Patterson, una agente especial enviada a Japón por EE. UU.[14] Ishihara comentó que se emocionó después de aceptar el papel, pero se estresó con los «pesados diálogos en inglés» de su personaje, sosteniendo que «a veces es muy frustrante, sólo quiero llorar».[15]
- Ren Osugi como Seiji Ōkochi, primer ministro de Japón. Muere junto a otros altos funcionarios del gobierno tras un ataque de Godzilla.
- Akira Emoto como Ryūta Azuma, el primer ministro elegido tras la muerte de Okochi.
- Kengo Kōra como Yūsuke Shimura, secretario en jefe del Gabinete de Diputados.
- Mikako Ichikawa como Hiromi Ogashira, directora adjunta de la Oficina de Conservación de la Naturaleza.
- Jun Kunimura como Masao Zaizen, jefe integral del personal.
- Kimiko Yō como Reiko Hanamori, ministra de defensa.
- Pierre Taki como Saigō, líder de combate.
- Takumi Saitō como Ikeda, uno de los capitanes de los tanques.

La película también presenta numerosos cameos y apariciones, incluyendo a Keisuke Koide, Arata Furuta, Sei Hiraizumi, Kenichi Yajima, Tetsu Watanabe, Ken Mitsuishi, Kyūsaku Shimada, Kanji Tsuda, Issei Takahashi, Shinya Tsukamoto, Kazuo Hara, Isshin Inudo, Akira Ogata, Shingo Tsurumi, Suzuki Matsuo, Kreva, Katsuhiko Yokomitsu y Atsuko Maeda. Mansai Nomura representó a Godzilla a través de captura de movimiento. Jun Kunimura apareció previamente en Godzilla: Final Wars, mientras que Akira Emoto apareció en Godzilla vs. SpaceGodzilla.

## Producción
En diciembre de 2014, Toho anunció que tenía planes para una nueva película de Godzilla para ser estrenada en 2016, declarando: «Este es un muy buen momento tras el éxito de la versión estadounidense este año: si no es ahora, ¿entonces cuando?. El contrato de concesión de licencias que tenemos con Legendary no tiene ninguna restricción sobre nosotros haciendo versiones domésticas». La nueva película no tendrá ningún vínculo con el universo cinematográfico Godzilla-Kong y en su lugar servirá como un reinicio de la serie de Toho. Minami Ichikawa servirá como jefe de producción de la película y Taiji Ueda como líder del proyecto de la película. Ueda confirmó que el guion está en desarrollo y el rodaje se ha planificado para ser iniciado en verano de 2015. Toho también armara un equipo para proyectos, conocido como «Conferencia Godzilla» o «Godzi-con», para formular proyectos futuros.
En marzo de 2015, Toho anunció que la película será codirigida por Hideaki Anno y Shinji Higuchi (quien colaboró en las películas de anime de Neon Genesis Evangelion), con un guion escrito por Anno y con Higuchi como director de los efectos especiales de la película. Además, Toho anunció que la película va a comenzar a filmarse en otoño de 2015, para ser estrenada en verano de 2016. El trabajo promocional del nuevo Godzilla también fue lanzado, con Toho confirmando que su nuevo Godzilla superará a Godzilla de Legendary Pictures como la encarnación más alta hasta la fecha. Toho había llamado a Anno a principios de 2013 para dirigir el reinicio, pero Anno inicialmente no aceptó para poder seguir trabajando en la película Rebuild of Evangelion. Sin embargo, Higuchi finalmente lo convenció para aceptar la oferta.

## Recepción
Godzilla Resurgence recibió reseñas generalmente positivas por parte de la crítica y la audiencia. En el portal de internet Rotten Tomatoes, la película posee una aprobación de 86%, basada en 35 reseñas, con una puntuación de 6.7/10 por parte de la crítica, mientras que de parte de la audiencia tiene una aprobación de 79%.
En la página web Metacritic tiene una puntuación de 68 de 100, basada en 12 reseñas, indicando "reseñas generalmente favorables". En el sitio web IMDb los usuarios le han dado una puntuación de 7.4/10, sobre la base de más de 3000 votos.